# Liste der denkmalgeschützten Objekte in Wolfurt
Die Liste der denkmalgeschützten Objekte in Wolfurt enthält die 8 denkmalgeschützten, unbeweglichen Objekte der Gemeinde Wolfurt im Bezirk Bregenz in Vorarlberg.

## Denkmäler
| Foto |                 | Denkmal                                                                    | Standort                                   | Beschreibung | Metadaten |
| ---- | --------------- | -------------------------------------------------------------------------- | ------------------------------------------ | --- | --- |
| ja   | Datei hochladen | Kapelle hl. Josef HERIS-ID: 4466 Objekt-ID: 311                            | Dornbirner Straße 2 Standort KG: Wolfurt   | Die Kapelle mit Spitzbogenportal und achteckigem Glockenturm wurde im Jahr 1886 erbaut. Auch Glasgemälde, Figuren und das Kruzifixus im Innenraum stammen aus der Entstehungszeit. | BDA-Hist.: Q37952538 Status: § 2a Stand der BDA-Liste: 2025-06-30 Name: Kapelle hl. Josef GstNr.: .310 Sankt-Josefs-Kapelle (Rickenbach) |
| ja   | Datei hochladen | Kath. Pfarrkirche hl. Nikolaus HERIS-ID: 4464 Objekt-ID: 309               | Auf dem Bühel 4 Standort KG: Wolfurt       | Die Pfarrkirche mit breiter Westfassade, eingezogenem Chor und hohem Nordturm wurde 1833/34 in neoklassizistischem Stil errichtet. Altar, Ambo und Tabernakel entstanden bei einer Umgestaltung des Innenraums im Jahr 1973. | BDA-Hist.: Q33046789 Status: § 2a Stand der BDA-Liste: 2025-06-30 Name: Kath. Pfarrkirche hl. Nikolaus GstNr.: .108 Pfarrkirche hl. Nikolaus (Wolfurt)                                                                                              |
| ja   | Datei hochladen | Anlage Kriegerdenkmal HERIS-ID: 112716 Objekt-ID: 130929seit 2020          | Auf dem Bühel 4 Standort KG: Wolfurt       | Unterhalb der Kirche befindet sich das Kriegerdenkmal, ausgeführt in Form einer Doppelsäule, die sich neben einer freistehenden Mauer erhebt. An der Mauer befinden sich Gedenktafeln mit den Namen von Gefallenen der beiden Weltkriege sowie die Wappen von Österreich und Wolfurt. Davor stehen drei Steinkreuze mit den Inschriften „Russland“, „Italien“ und „Serbien“.                                                    | BDA-Hist.: Q105646814 Status: Bescheid Stand der BDA-Liste: 2025-06-30 Name: Anlage Kriegerdenkmal GstNr.: .107, 3176/1 Kriegerdenkmal Wolfurt |
| ja   | Datei hochladen | Friedhof christlich HERIS-ID: 4465 Objekt-ID: 310                          | Auf dem Bühel 4 Standort KG: Wolfurt       | Der Friedhof umgibt die Pfarrkirche und ist teilweise von Arkaden begrenzt. | BDA-Hist.: Q37952301 Status: § 2a Stand der BDA-Liste: 2025-06-30 Name: Friedhof christlich GstNr.: 1 Pfarrkirche hl. Nikolaus (Wolfurt) |
| ja   | Datei hochladen | Villenanlage Zuppinger HERIS-ID: 4468 Objekt-ID: 313seit 2020              | Bahnhofstraße 3 Standort KG: Wolfurt       | Die Jugendstilvilla der Familie Zuppinger wurde 1900 erbaut. | BDA-Hist.: Q86428106 Status: Bescheid Stand der BDA-Liste: 2025-06-30 Name: Villenanlage Zuppinger GstNr.: 2476 |
| ja   | Datei hochladen | Brunnen HERIS-ID: 4463 Objekt-ID: 308                                      | bei Hofsteigstraße 19 Standort KG: Wolfurt | Der Wassertrog des Brunnens bei Hofsteigstraße 19 ist mit der Jahreszahl 1891 bezeichnet. | BDA-Hist.: Q37951730 Status: § 2a Stand der BDA-Liste: 2025-06-30 Name: Brunnen GstNr.: 3348 |
| ja   | Datei hochladen | Burg Wolfurt / Schloss Wolfurt HERIS-ID: 4467 Objekt-ID: 312               | Schloßgasse 10 Standort KG: Wolfurt        | Die 1217–1226 erbaute mittelalterliche Burg wurde 1939 durch einen Brand zerstört und in freigotisierenden Stilen wieder aufgebaut. Das Schloss befindet sich seit 2017 im Besitz der Gemeinde. | BDA-Hist.: Q999824 Status: Bescheid Stand der BDA-Liste: 2025-06-30 Name: Burg Wolfurt / Schloss Wolfurt GstNr.: 82 Schloss Wolfurt |
| ja   | Datei hochladen | Kreuzwegstationen Wolfurt-Bildstein HERIS-ID: 4739 Objekt-ID: 595seit 2021 | Standort KG: Wolfurt                       | Die 14 Kreuzwegstationen beinhalten Tonreliefs aus der Zeit um 1900, die aus der Kirche in Heimenkirch im Allgäu stammten. Die Bildstöcke stehen neben dem alten Wallfahrtsweg von Wolfurt nach Bildstein. Sie sind gemauert mit einem Satteldach mit Schindeldeckung. Die Stationen 1 und 2 stehen in Wolfurt, die restlichen Stationen in Bildstein. Anmerkung: Gemeindeübergreifendes Objekt, vom BDA in Bildstein verortet. | BDA-Hist.: Q105664924 Status: Bescheid Stand der BDA-Liste: 2025-06-30 Name: Kreuzwegstationen Wolfurt-Bildstein GstNr.: 40/4, 311/5, 216/2, 4/3, 286/2, 286/1, 216/1, 232/1, 304/1, 200/1, 2560, 2558/1, 2558/6, 2558/7 Kreuzweg Wolfurt-Bildstein |